# El Vilar (Vilademuls)
El Vilar va ser un poble i ens local històric de Catalunya, que havia estat de la Vegueria de Besalú i, després del Decret de Nova Planta de primers del S. XVIII, del Corregiment de Girona.
Era un jurisdicció de reialenc, a diferència de molts d'altres pobles i ens locals propers que actualment conformen també el municipi de Vilademuls, i que en canvi eren de la Baronia de Vilademuls.
Va arribar a tenir ajuntament propi el primer terç del Segle XIX. Ara bé, amb la reducció del número de municipis, el 1846 El Vilar va ser incorporat al terme de Vilademuls.
El terme d'aquest poble era creuat per la carretera general de Girona a França.
Els elements destacats d'aquest poble i actual veïnat eren l'església de Sant Andreu i unes poques cases de pagès. La seva parròquia, el Segle XIX, era sufragània de la de Terradelles, situada molt a prop.